# Distretto di Wedza
Il distretto di Wedza (Hwedza) è uno dei 9 distretti che compongono la Provincia del Mashonaland Centrale, in Zimbabawe. Ha una popolazione di 74.870 abitanti e una superficie di 2.560 Km².

## Demografia
| Censimento (Anno) | Popolazione      |
| ----------------- | ---------------- |
| 2002              | 70.677           |
| 2012              | 70.968 (+0,041%) |
| 2022              | 74.870 (+0,55%)  |